# Le Monde
Le Monde (Svet; engl. The World) francuske su dnevne popodnevne novine. To je glavna publikacija Le Monde grupe, koja je 2009. imala prosečan tiraž od 323.039 primeraka po izdanju, od kojih je oko 40.000 prodavano u inostranstvu. On ima svoju veb stranicu od 19. decembra 1995. godine i često je jedini francuski list koji se lako može dobiti u zemljama koje ne govore francuski. Smatra se jednim od francuskih autoritativnih novina, zajedno sa Libération i Le Figaro. Le Monde je zaseban list od mesečne publikacije Le Monde diplomatique, nad kojom Le Monde ima 51% vlasništva, ali koja je urednički nezavisna.
Le Monde je osnovao Huber Bev-Meri na zahtev Šarl de Gola (kao predsedavajućeg privremene vlade Francuske Republike) 19. decembra 1944. godine, ubrzo nakon oslobođenja Pariza, i objavljivan je neprekidno od svog prvog izdanja.
Novinarska strana lista ima kolegijalni oblik organizacije, u kojem većina novinara nije samo sa stalnim položajem, već su i finansijski akteri u preduzeću, i učestvuju na izborima za više rukovodstvo i više rukovodioce. Tokom 1990-ih i 2000-ih, La Vie-Le Monde grupa proširila se pod urednikom Žan-Mari Kolombanijem, nizom akvizicija. Međutim, njegova profitabilnost nije bila dovoljna da pokrije velika dužnička opterećenja koja su preuzeta za finansiranje ove ekspanzije, i tražini su novi investitori tokom 2010. godine, kako bi sprečio stečaj kompanije. U junu 2010. godine, investitori Matje Pigas, Pjer Berže i Gzavje Nil stekli su kontrolni udeo u novinama.
Za razliku od drugih svetskih novina kao što je Njurok tajms, Le Monde je tradicionalno bio usredsređen na nuđenje analiza i mišljenja, za razliku od tradicionalnih nastojanja autoritativnih listova. Stoga se smatralo da je manje važno da list nudi maksimalno pokriće vesti, nego da nudi promišljenu interpretaciju trenutnih događaja. Na primer, na desetu godišnjicu potonuća Rejnbou voriora, novine su direktno implicirfale Fransou Miterana, koji je u to vreme bio francuski predsednik, u operaciju. Poslednjih godina novine su uspostavile veće razgraničenje između činjenica i gledišta.

## Stav uredništva
Le Monde je osnovan 1944. godine na zahtev generala Šarla de Gola nakon što je nemačka vojska proterana iz Pariza tokom Drugog svetskog rata. Novine su preuzele sedište i izgled Le Tempsa, koji je ranije bio najvažniji list u Francuskoj, ali čija je reputacija zatamnjena tokom okupacije. Bev-Meri je navodno tražio potpunu uređivačku nezavisnost kao uslov za preuzimanje projekta.
Godine 1981. su podržale izbor socijaliste Fransoe Miterana, delimično s obrazloženjem da bi promena političkih partija u vladi bila korisna za demokratski karakter države. List je podržao kandidata desnog centra Eduarda Baladura na predsedničkim izborima 1995. i Segolen Rojal, kandidatkinju Socijalističke partije, na predsedničkim izborima 2007. godine.

## Kontroverze i politika
Prema istražiteljima Mitrohinove arhive, Le Monde (KGB kodno ime VESTNIK, „glasnik”) bio je KGB-ovo ključno mesto za sovjetske dezinformacije u francuskim medijima. Arhiva je identifikovala dva starija novinara Le Monda i nekoliko saradnika koji su korišćeni u operacijama (pogledajte takođe članak o operacijama ruskog uticaja u Francuskoj).
Mišel Legris, bivši novinar lista, napisao je Le Monde tel qu'il est (Le Monde takav kakav je) 1976. Prema njegovim rečima, časopis je minimizirao zločine koje su počinili kambodžanski Crveni Kmeri.
U svojoj knjizi pod naslovom La Face cachée du Monde'' (Skriveno lice „Monda”) autori Pjer Pean i Filip Kohen tvrdili su da su Kolombani i tadašnji urednik Edvi Plenel, između ostalog, pokazali pristrasnost i angažovanje u finansijskim poslovima koji su ugrozili nezavisnost lista. Takođe je optužen list za opasno oštećenje autoriteta francuske države otkrivanjem različitih političkih skandala (posebno korupcionaških skandala vezanih za Žaka Širaka, afere „Irci iz Vinsena” i potapanja Grinpisovog broda, Rejnbou vorior, od strane francuske obaveštajne službe pod predsednikom Fransoa Miteranom). Ova knjiga ostaje kontroverzna, ali je u vreme objavljivanja privukla veliku pažnju i medijsku pokrivenost u Francuskoj i širom sveta. Nakon sudskog spora, autori i izdavač su pristali 2004. da neće nastaviti bilo kakvim ponovnim štampanjem.
Le Monde je proglašen krivim za klevetanje, jer je objavio da je španski fudbalski klub FC Barcelona povezan sa lekarom koji se bavio upotrebom steroida. Španski sud je kaznio novine sa skoro $450.000.
U aprilu 2016. izveštaču Le Monda uskraćena je viza za posetu Alžiru kao delu konvoja za štampu francuskog premijera u Alžiru. Le Monde je ranije objavio imena alžirskih zvaničnika koji su direktno umešani u korupcijski skandal panamskih listova.

## Vlasništvo
U junu 2010. godine, investitori Matje Pigas, Pjer Berže i Gzavje Nil stekli su kontrolni udeo u novinama. U oktobru 2018. godine osoblje je saznalo da je Pigas prodao 49% svog udela u kompaniji češkom biznismenu Danielu Kretinski. Le Mondova grupa nezavisnosti, manjinski deoničar koji ima za cilj da zaštiti uređivačku nezavisnost lista, nije bila obaveštena o prodaji i zatražila je od Pigasa i Kretinskog da potpišu „sporazum o odobrenju” koji bi Grupi nezavisnosti dao pravo da odobri ili odbije bilo kog kontrolnog akcionara. Prema podacima iz septembra 2019, oni to nisu učinili.

## Nedavna istorija tiraža
| Godina        | 1999    | 2000    | 2001    | 2002    | 2003    | 2004    | 2005    | 2006    | 2007    | 2008    | 2009    | 2010    | 2011    | 2012    | 2013    | 2014    | 2015    | 2016    | 2017    | 2018    |
| ------------- | ------- | ------- | ------- | ------- | ------- | ------- | ------- | ------- | ------- | ------- | ------- | ------- | ------- | ------- | ------- | ------- | ------- | ------- | ------- | ------- |
| Totalni tiraž | 390.840 | 392.772 | 405.983 | 407.085 | 389.249 | 371.803 | 360.610 | 350.039 | 358.655 | 340.131 | 323.039 | 319.022 | 325.295 | 318.236 | 303.432 | 298.529 | 292.054 | 289.555 | 301.528 | 302.624 |

## Raspored objavljivanja
Le Monde se objavljuje oko podneva, a datum u zaglavlju je naredni dan. Na primer, izdanje objavljeno u podne 15. marta prikazuje 16. marta na zaglavlju. On je dostupan na kioscima u Francuskoj na dan objavljivanja, a poštanski pretplatnici ga primaju na datum u zaglavlju. Subotnje izdanje je dvostruko, za subotu i nedelju.
Stoga se najnovije izdanje može naći na kioscima od ponedjeljka do petka, dok će ga pretplatnici dobiju od utorka do subote.

## Sedište
U decembru 2006. godine, na 60. godišnjicu objavljivanja, Le Monde se preselio u novo sedište u Bulevar Ogist-Blanki, 13. arondisman u Parizu.
Zgradu, nekada sedište kompanije Er Frans, industriska grupa Brig je preuredila po nacrtima Kristjana de Porzomparka. Na fasadi zgrade nalazi se ogromna freska koju krase golubovi (nacrtao ih je Plantu) koji lete prema Viktoru Igu, simbolizujući slobodu štampe. Novo sedište omogućuje radna mesta za 1.200 ljudi.

## 
Le Monde je bio među prvim francuskim novinama na Internetu, sa prvim veb izdanjem 19. decembra 1995. To je jedna od 50 najposećenijih veb lokacija u Francuskoj.
Počev od 2000-ih,Le Monde je svojim pretplatnicima omogućavao da objavljuju blog na svojoj veb stranici. Ti blogovi su se zvali „les blogs abonnées du Monde.fr”. Dana 10. aprila 2019, Le Monde je najavio da će zatvoriti svoju blogovsku platformu 5. juna 2019. Iako su razlozi za zatvaranje blogova bili nejasni, to bi moglo biti povezano sa dominacijom društvenih mreža poput Fejsbuka.

## Literatura
- Merrill, John C. and Harold A. Fisher. The world's great dailies: profiles of fifty newspapers (1980) pp. 202–10